# Bassar
Bassar este un reședința prefecturii omonime din regiunea Kara, Togo.